# Gyllenärt
Gyllenärt (Lathyrus aureus) är en art i familjen ärtväxter. Den förekommer i länderna runt Svarta Havet, Kaukasus och Centralasien. Kan odlas som trädgårdsväxt i Sverige (EGF-zon H2). Blommar på försommaren.
Flerårig ört med ogrenade, ej vingade, upprätta stjälkar, till 80 cm. Stjälkar och blad är glandelhåriga och sparsamt dunhåriga. Blad med 3-5 elliptiska småblad som är spetsiga eller uddspetsiga, 3,5-5 cm långa och 2-2,5 cm breda. Blommorna kommer många i täta flockar som sitter på 7-11 cm långa stjälkar. Blommorna blir 1,7-1.9 cm långa och är orange.
Gyllenärten ingår i ett komplex med flera närstående arter som skiljs i detaljer. Odlade plantor kan tillhöra någon av de andra arterna.

## Synonymer
- Lathyrus linnaei Rouy pro parte
- Orobus aureus Steven ex Fischer & C. A. Meyer, 1837
- Orobus kolenatii K.Koch, 1851
- Orobus orientalis Boissier, 1843
- Orobus variegatus Tenore, 1813